# Iré-le-Sec
 Iré-le-Sec  là một xã thuộc tỉnh Meuse trong vùng Grand Est đông nam nước Pháp. Xã này nằm ở khu vực có độ cao trung bình 232 mét trên mực nước biển.